# Багнево (Любуське воєводство)
Багнево (пол. Bagniewo) — село в Польщі, у гміні Дрезденко Стшелецько-Дрезденецького повіту Любуського воєводства.
Населення — 69 осіб (2011).
У 1975-1998 роках село належало до Гожовського воєводства.

## Демографія
Демографічна структура станом на 31 березня 2011 року:
|          | Загалом | Допрацездатний вік | Працездатний вік | Постпрацездатний вік |
| -------- | ------- | ------------------ | ---------------- | -------------------- |
| Чоловіки | 32      | 11                 | 17               | 4                    |
| Жінки    | 37      | 4                  | 25               | 8                    |
| Разом    | 69      | 15                 | 42               | 12                   |